# عصبون حركي علوي
العصبونات الحركية العلوية ( بالإنجليزية: upper motor neurons ) هي عصبونات حركية تنشأ في المنطقة الحركية من القشرة المخية أو في جذع الدماغ وتحمل المعلومات الحركية للعصبونات الحركية السفلية
القشرة الحركية الأولية أو التلفيف أمام المركزي، هي واحدة من أهم المناطق في الفص الجبهي. التلفيف أمام المركزي يقع في أقصى الخلف من الفص الجبهي و يقع أمام الثلم المركزي. يطلق على الخلايا الهرمية من التلفيف أمام المركزي أيضا العصبونات الحركية العلوية. وتبرز ألياف العصبونات الحركية العلوية من التلفيف أمام المركزي لكي تنتهي في جذع الدماغ، حيث تتقاطع في الجزء السفلي من النخاع المستطيل لتُشكل السبيل القشري النخاعي الجانبي على كل جانب من الحبل الشوكي. الألياف التي لا تتقاطع تمر عبر النخاع وتستمر في مسارها لتشكل السبيل القشري النخاعي الأمامي. يهبط العصبون الحركي العلوي في الحبل الشوكي حتى يصل إلى مستوى جذر العصب الشوكي المناسب. عند تلك النقطة يحدث التشابك العصبي بين العصبون الحركي العلوي والعصبون الحركي السفلي الذي تغذي محاورة العصبية ليفة من عضلة هيكلية.

## المسارات
تسير العصبونات الحركية العلوية في مسارات مختلفة عبر الجهاز العصبي المركزي:
| السبيل                  | المسار                                                                    | الوظيفة |
| السبيل القشري النخاعي   | من القشرة الحركية للعصبونات الحركية السفلية في القرن الأمامي للحبل الشوكي | الوظيفة الرئيسية لهذا المسار هي التحكم الدقيق في الحركات الإرادية للأطراف. يتحكم المسار أيضا في التعديلات الإرادية في وضعية الجسم. |
| السبيل القشري البصلي    | من القشرة الحركية لنوى عديدة في قنطرة فارول والنخاع المستطيل              | يشارك في السيطرة على حركات عضلات الوجه والفك، البلع وحركات اللسان.                                                                 |
| السبيل السقفي النخاعي   | من الأكيمة العلوية للعصبونات الحركية السفلية                              | مسئول عن الضبط الاإرادي لوضع الرأس استجابة للمؤثرات البصرية.                                                                       |
| السبيل الحمراوي النخاعي | من النواة الحمراء للعصبونات الحركية السفلية                               | يشارك في التعديل غير الطوعي لوضع الذراع استحابة لمعلومات التوازن؛ يدعم الجسم.                                                      |
| السبيل الدهليزي النخاعي | من النوى الدهليزية والتي بدورها تعالج المنبهات من القنوات الهلالية        | مسئول عن ضبط الوضعية للحفاظ على التوازن.                                                                                           |
| السبيل الشبكي النخاعي   | من التشكل الشبكي                                                          | ينظم العديد من الوظائف الحركية الاإرادية، كما أنه يساعد في التوازن.                                                                |

## الآفات
أي آفية في العصبونات الحركي العلوية تحدث في المسار العصبي فوق القرن الأمامي للحبل الشوكي. تنشأ مثل هذه الآفات نتيجة للسكتة الدماغية، التصلب المتعدد، إصابة النخاع الشوكي أو إصابات الدماغ المكتسبة الأخرى. التغيرات الناتجة في أداء العضلات من الممكن أن تكون متنوعة وتعرف بمتلازمة العصبون الحركي العلوي.